# Cabirops serratus
Cabirops serratus är en kräftdjursart som beskrevs av M. Bourdon 1967. Cabirops serratus ingår i släktet Cabirops och familjen Cabiropidae.
Artens utbredningsområde är havet kring Kanaieröarna. Inga underarter finns listade i Catalogue of Life.